# Mesini (gmina)
Mesini (gr. Δήμος Μεσσήνης, Dimos Mesinis) – gmina w Grecji, w administracji zdecentralizowanej Peloponez, Grecja Zachodnia i Wyspy Jońskie, w regionie Peloponez, w jednostce regionalnej Mesenia. Siedzibą gminy jest Mesini. W 2011 roku liczyła 23 482 mieszkańców. Powstała 1 stycznia 2011 roku w wyniku połączenia dotychczasowych gmin: Epia, Andrusa, Aristomenis, Wufrades, Itomi, Mesini i Petalidi oraz wspólnoty Trikorfo.